# Little San Salvador
Little San Salvador är en ö i Bahamas.   Den ligger i distriktet Cat Island, i den östra delen av landet, 150 km öster om huvudstaden Nassau. Arean är 9,7 kvadratkilometer.